# Campo sportivo Littorio (Eboli)
Il campo sportivo Littorio fu un impianto sportivo polivalente della città di Eboli.

## Storia
Fu concepito e costruito durante il periodo della dittatura fascista, a cavallo tra gli anni '20 e '30, e veniva utilizzato per manifestazioni sportive e per eventi pubblici di interesse cittadino.
Ha ospitato le partite interne dell'Ebolitana in quel periodo ed era situato sull'attuale viale cittadino Giovanni Amendola (all'epoca viale Principe Amedeo), in prossimità dell'attuale chiesa di San Bartolomeo.
L'11 marzo 1934 è stato teatro di gravi scontri tra tifosi dell'Ebolitana e della Battipagliese, che portarono alla squalifica del campo e della squadra locale.
Il 6 luglio 1935 è stato sede di un discorso di Benito Mussolini alle camicie nere che si trovavano ad Eboli per le esercitazioni estive, e che successivamente sarebbero state dislocate in Africa orientale in vista della guerra d'Etiopia.
Probabilmente il campo venne distrutto a seguito dei bombardamenti durante la seconda guerra mondiale. Lo spazio creatosi, venne utilizzato per la costruzione dell'attuale chiesa San Bartolomeo, avvenuta nel 1954.